# Yannis Mallat
Pour les articles homonymes, voir Mallat.
Yannis Mallat est un dirigeant de studio et producteur de jeux vidéo français né le 17 avril 1974 à Nantes.
Il est connu pour avoir été le directeur du studio Ubisoft Montréal de 2006 à 2020. Depuis, il a cofondé un nouveau studio nommé Umanaïa Interactive.

## Biographie

### Enfance
Yannis Mallat est né le 17 avril 1974 à Nantes, en Bretagne, dans un contexte familial marqué par la mobilité. À l'âge de 14 ans, il suit sa mère  en Côte d'Ivoire et au Burkina Faso.[réf. nécessaire]

### Formation
Yannis Mallat obtient une maîtrise en développement économique et agronomie. Par la suite, il obtient un MBA à HEC Montréal.[réf. nécessaire]

### Carrière

#### Ubisoft (2000-2020)

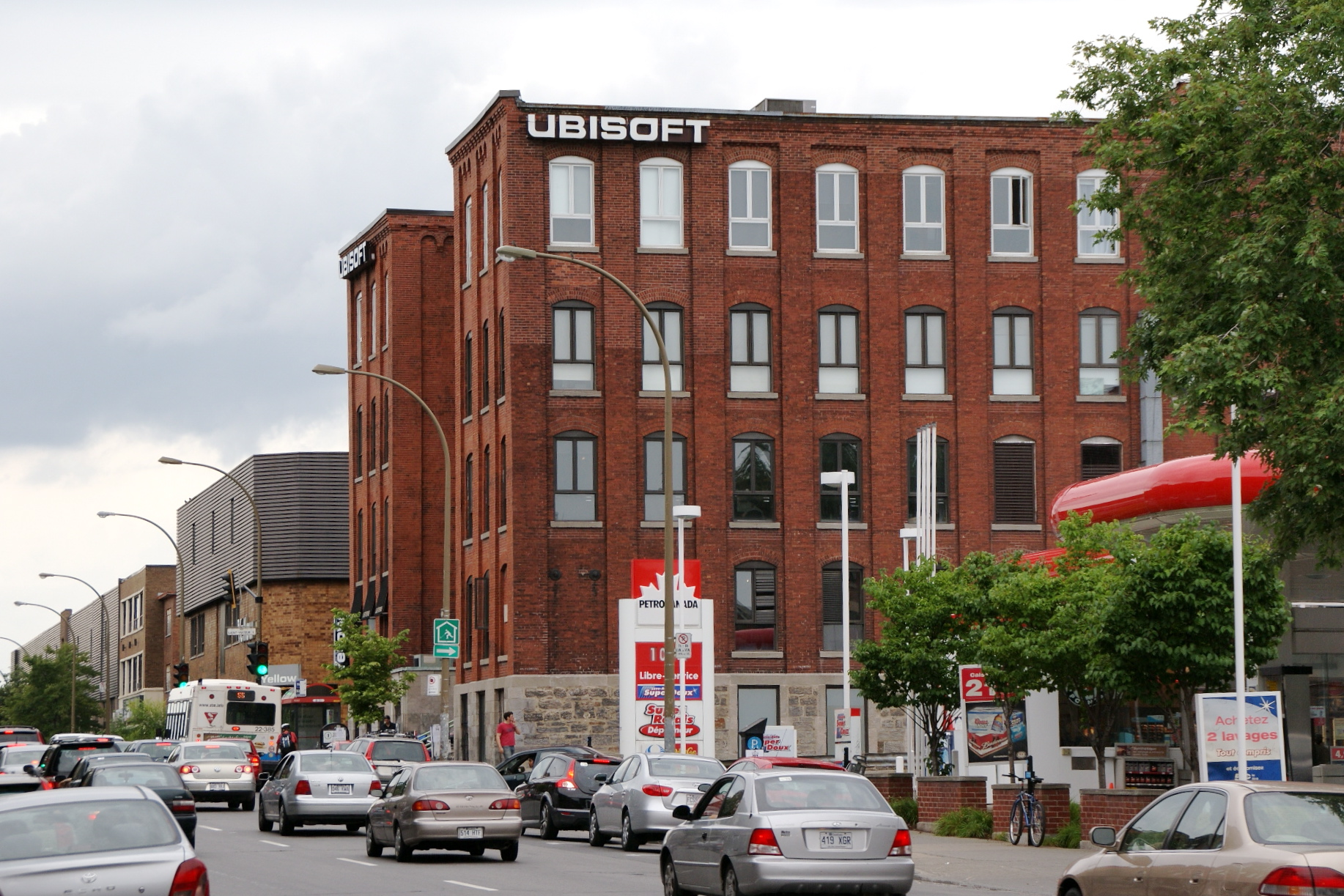
Locaux d'Ubisoft Montréal.

Yannis Mallat a entamé sa carrière dans l'industrie du jeu vidéo en rejoignant le studio Ubisoft Montréal en 2000, où il œuvre notamment comme producteur sur le jeu Prince of Persia : The Sands of Time (2003).
En 2006, Yannis Mallat est nommé directeur du studio de Montréal. Le poste est surnommé « PDG » en interne, car le studio comporte plusieurs milliers d'employés, ce qui en fait l'un des plus gros studios de jeux vidéo au monde, et gère la création d'œuvres de genres très variés, et notamment des licences Assassin's Creed, Tom Clancy's Rainbow Six et Far Cry.
Dans les années qui suivent, les responsabilités de Mallat grandissent pour inclure la supervision des autres studios canadiens du groupe Ubisoft, basés à Québec, Toronto, Halifax et Saguenay.
En 2016, Mallat et d'autres cadres d'Ubisoft sont accusés par les autorités françaises de délit d'initié pour avoir vendu des parts de l'entreprise peu avant l'annonce de plusieurs reports de jeu qui provoquent la chute du cours de l'action. Mallat conteste cette accusation, qui lui ferait porter la plus grosse amende des personnes concernées, avec une amende de 700 000 euros.

#### Départ d'Ubisoft et création d'un nouveau studio (depuis 2021)
En 2020, Yannis Mallat quitte Ubisoft dans le contexte d'un mouvement d'allégations de harcèlement à l'encontre de plusieurs des employés du studio qu'il dirigeait. Dans un communiqué, l'entreprise considère qu'il est impossible pour Mallat de demeurer à ce rôle.
En novembre 2021, Mallat cofonde un studio de jeu vidéo nommé Umanaïa Interactive et basé à Montréal. Son cofondateur est un autre ancien d'Ubisoft Monréal, Stéphane Cardin, ancien directeur créatif de For Honor. Leur studio ambitionne de produire des jeux « modernes et innovants » en prévoyant le recrutement d'une centaine d'employés en trois ans, et reçoit un apport de plusieurs dizaines de millions de dollars de la part de l'entreprise Virtuos.

## Ludographie
- 2000 : Kuzco, l'empereur mégalo (version Game Boy Color), chef de projet édition
- 2000 : Dinosaure, chef de projet édition
- 2001 : Rayman Advance, producteur
- 2002 : Speed Challenge: Jacques Villeneuve's Racing Vision, producteur associé
- 2003 : Prince of Persia : Les Sables du temps, producteur
- 2004 : Prince of Persia : L'Âme du guerrier, producteur délégué
- 2005 : Prince of Persia : Les Deux Royaumes, producteur délégué
- 2005 : Prince of Persia: Revelations, producteur délégué
- 2005 : Battles of Prince of Persia, producteur délégué